# Club Deportivo Morón
O Club Deportivo Morón é um clube argentino de futebol, sediado na cidade de Morón, localizada na área metropolitana da Grande Buenos Aires. Suas cores oficiais são vermelho e o branco. Atualmente joga na segunda divisão argentina, conhecida como Primera B Nacional.

## Títulos
| Nacionais | Nacionais               | Nacionais | Nacionais                     |
|           | Competição              | Títulos   | Temporadas                    |
|           | Primera B Metropolitana | 4         | 1959, 1980, 1989-90 e 2016-17 |
|           | Primera D               | 1         | 1955                          |
| --------- | ----------------------- | --------- | ----------------------------- |

## Elenco atual
Atualizado em 09 de maio de 2021.
Legenda
- : Capitão
- : Jogador suspenso
- : Jogador lesionado